# Termes (Lozère)
Termes község Franciaország déli részén, Lozère megyében. 2011-ben 213 lakosa volt.

## Fekvése
Termes az Aubrac-fennsík északi szélén fekszik, 1120 méteres  (a községterület 1015-1223 méteres) tengerszint feletti magasságban. Délről Noalhac, délnyugatról Fournels, északnyugatról Arzenc-d’Apcher, északról Albaret-le-Comtal, északkeletről Les Monts-Verts, délkeletről La Fage-Saint-Julien községekkel határos. A D989-es megyei út köti össze Fournels (4,5 km) és Saint-Chély-d’Apcher (10,5 km) községekkel.
A községhez tartozó 15 tanya közül a jelentősebbek Le Chaylar, Chantejals, Fenestres és Le Bès szórványtelepülések.

## Története
A falu a történelmi Gévaudan tartományban, az egykori Apcheri báróság  területén fekszik. Egyházközségét első ízben 1145-ben említik, de a falu helyén már az ókorban is oppidium állt. A 12. században Saint-Alyre néven apátság is működött itt. Az elvándorlás miatt az utóbbi 2 évszázadban lakosságának 2/3-át elvesztette. A Moulin de Renard és Costerougnouze a község határában teljesen elnéptelenedett.

### Demográfia
| Év   | Lakosság |
| ---- | -------- |
| 1793 | 672      |
| 1851 | 689      |
| 1876 | 548      |
| 1901 | 541      |
| 1936 | 367      |

| Év   | Lakosság |
| ---- | -------- |
| 1946 | 350      |
| 1954 | 298      |
| 1962 | 267      |
| 1968 | 221      |

| Év   | Lakosság |
| ---- | -------- |
| 1975 | 183      |
| 1982 | 196      |
| 1990 | 172      |
| 1999 | 202      |
| 2010 | 217      |

## Nevezetességei
- A falu temploma egy 1172 m magas sziklán (Pic de Termes) található, ahonnan szép kilátás nyílik a környező tájra. A 13. századi templom tornya a 16. században épült. Berendezéséhez egy 16. századi pieta és 12 faszobor tartozik. A templom harangját 1669-ben öntötték.[3]
- Château de Chaylar (Joubert-ház) – a 17. században épült.
- Fenestres közelében kőerdő található.
- A falu házainak nagy része gránitból épült, főként a 19. században.

## Külső hivatkozások
- Nevezetességek (franciául)